# Tellervo addenda
Tellervo addenda är en fjärilsart som beskrevs av Abel Dufrane 1948. Tellervo addenda ingår i släktet Tellervo och familjen praktfjärilar. Inga underarter finns listade i Catalogue of Life.